# 7527 Marples
A 7527 Marples (ideiglenes jelöléssel 1993 BJ) a Naprendszer kisbolygóövében található aszteroida. Urata Takesi fedezte fel 1993. január 20-án.